# Leptostylus spermovoratis
Leptostylus spermovoratis là một loài bọ cánh cứng trong họ Cerambycidae.